# Anagrus avalae
Anagrus avalae är en stekelart som beskrevs av Soyka 1956. Anagrus avalae ingår i släktet Anagrus och familjen dvärgsteklar. Inga underarter finns listade i Catalogue of Life.